# Przezmark (województwo warmińsko-mazurskie)
Przezmark (niem. Preußisch Mark) – wieś w Polsce położona w województwie warmińsko-mazurskim, w powiecie elbląskim, w gminie Elbląg.
Wieś okręgu sędziego ziemskiego Elbląga w XVII i XVIII wieku. W latach 1975–1998 miejscowość położona była w województwie elbląskim. Znajduje się w krainie historycznej Prusy Górne.

## Zabytki
- Gotycki kościół Podwyższenia Krzyża Świętego z 1345 r. W 1573 zniszczony podczas pożaru i odbudowany, wewnątrz barokowy ołtarz z 1817, granitowa kropielnica i obrazy z 1844 oraz płyty nagrobne. Nietypowym elementem wystroju jest wewnętrzna galeryjka z drewna (empora), która jest ozdobiona malowidłami religijnymi. Nad krótką, wysoką nawą z trójkątnie zamkniętym prezbiterium znajduje się wieża z dzwonem z 1403. Wieżę przebitą ozdobnym portalem wieńczy hełm ostrosłupowy. Przed kościołem na terenie dawnego średniowiecznego cmentarza dwie stelle nagrobne z XIX w[7].
- Dom podcieniowy z końca XVIII w. w ruinie.